# Franciszek Ksawery Malczewski
Franciszek Ksawery Malczewski herbu Tarnawa (ur. 1772) – polski szlachcic, młodszy syn Ignacego i Antoniny z Duninów. Brat Jana Józefa. Stryj poety Antoniego (autora poematu Maria) i generała Konstantego.
Zostały wysłany przez rodziców po nauki do konwiktu pijarów. Po śmierci swojego ojca regenta otrzymał część rodzinnych majątków ziemskich nazywanych schedą gnojeńską, stada koni, cugi, srebra stołowe i inne. Jego brat Jan Józef otrzymał podobną część.
Był właścicielem domów w Tarnorudzie i Krzemieńcu, które stały się ośrodkiem znaczących w okolicy spotkań towarzyskich.

## Wywód genealogiczny
| 4. Antoni Malczewski                                            |  |                                 |  |  |                                  |
|                                                                 |  | 2. Ignacy Malczewski (zm. 1779) |  |  |                                  |
| 5. Marianna Dobrzyńska                                          |  |                                 |  |  |                                  |
|                                                                 |  |                                 |  |  | 1. Franciszek Ksawery Malczewski |
| 6. Świętosław Piotr Dunin                                       |  |                                 |  |  |                                  |
|                                                                 |  | 3. Antonina Dunin               |  |  |                                  |
| 7. Fryderyka Rochlitz (córka Jana Jerzego IV z nieprawego łoża) |  |                                 |  |  |                                  |
|                                                                 |  |                                 |  |  |                                  |